# マイケル・ブルームフィールド
マイケル・ブルームフィールド(Michael J. Bloomfield、1959年3月16日-)は、アメリカ合衆国の宇宙飛行士で、スペースシャトルの3度のミッションに参加した。

## 生い立ちと教育
ミシガン州フリントで生まれ、同州レイク・フェントンで育った。空軍士官学校で機械工学の学士号を得た。士官学校では、ビル・パーセルズの率いるカレッジフットボールのエアフォースファルコンズに所属し、キャプテンを務めた。
アメリカ空軍兵器学校も卒業して、珍しい両校の卒業生となり、F-15のパイロットとなった。その後、テストパイロットに選ばれ、エドワーズ空軍基地でF-16に乗った。1993年にオールド・ドミニオン大学で経営管理の修士号を得た。

## NASAでのキャリア
1994年12月にアメリカ航空宇宙局(NASA)に選ばれ、1995年3月にテキサス州ヒューストンのジョンソン宇宙センターに移ったと言われている。NASAでは、宇宙飛行士室で、スペースシャトルの技術的な問題の全てを監督する立場にあった。
1997年のSTS-86で操縦手として初めて宇宙を訪れ、ミールとドッキングした。また、2000年のSTS-97でも操縦手を務め、2002年のSTS-110では船長を務めた。どちらのミッションでもISSを訪れた。
2006年からはジョンソン宇宙センターで務め、2007年7月にNASAを辞めた。その後、アライアント・テックシステムズのコンステレーション計画の副社長を務めた。

## NASA以降のキャリア
現在は、ヒューストンに拠点を置くOceaneering Space Systemsの副社長兼ジェネラルマネージャーを務めており、ヒューストン郊外に住んでいる。